# Pokrajina Ogliastra
Pokrajina Ogliastra (v italijanskem izvirniku Provincia dell'Ogliastra [provìnča del oljàstra], v sardinščini Provintzia s'Ogiastra [provìncja s odžàstra] je ena od osmih pokrajin, ki sestavljajo italijansko deželo Sardinija. Meji na severu in na zahodu s pokrajino Nuoro, na vzhodu s Tirenskim morjem, in na jugu s pokrajino Cagliari.

## Večje občine
Glavni mesti sta Tortolì in Lanusei, ostale večje občine so (podatki 31.12.2006):
| Občina                | Prebivalcev |
| --------------------- | ----------- |
| Tortolì               | 10.584      |
| Lanusei               | 5.716       |
| Baunei                | 3.886       |
| Bari Sardo            | 3.871       |
| Tertenia              | 3.783       |
| Villagrande Strisaili | 3.697       |

## Naravne zanimivosti
Med naravnimi zanimivostmi pokrajine so gotovo kraške jame. Ena najlepših je Su Meraculo (= čudež), ki ima baje najbistrejše kapnike v Evropi. Omembe vredna je tudi jama Grotta del Fico, ki se odpre na nadmorski višini 7 metrov in je bila doslej raziskana v globino za nekaj manj kot kilometer. Tu je bil v petdesetih letih preteklega stoletja prvič preučen sredozemski tjulenj  (monachus monachus), ki spada med ogrožene vrste.
Glavno zaščiteno področje v pokrajini je Narodni park Golfo di Orosei e Gennargentu (Parco nazionale del Golfo di Orosei e del Gennargentu).
Glej tudi Naravne vrednote Sardinije

## Zgodovinske zanimivosti
V prvih desetletjih enajstega stoletja so Arabci zasedli obalne kraje Sardinije, zaradi česar je papež Benedikt VIII. poslal proti njim mogočni ladjevji dveh pomorskih republik, Genove in Pise. Ti sta sicer premagali Arabce, a oblast je ostala v njunih rokah. Poleg obstoječih štirih sardinskih državic, imenovanih giudicati, je nastal tedaj Giudicato dell'Ogliastra, uradno pod pizansko oblastjo. Toda že v štirinajstem stoletju so Aragonci preklicali vse giudicate in predali oblast nad celotno Sardinijo svojim upraviteljem.